# Seal Island (Anguilla)
Seal Island (auch bekannt als Sail Island) ist eine längliche, unbewohnte Insel des britischen Überseegebiets Anguilla. Die Insel und deren Umgebung ist unter Sporttauchern beliebt. Zudem liegt in der Nähe der Insel ein Riff.
Die Insel verfügt über tropisches Klima, die Durchschnittstemperatur liegt bei 24 °C. Die durchschnittliche Niederschlagsmenge beträgt 1292 Millimeter. Der niederschlagsreichste Monat ist der Oktober mit 240 Millimetern Niederschlag, der trockenste der März mit 35 Millimetern.